# Nässjö centralstation
Nässjö centralstation är en järnvägsstation i Nässjö. Stationen invigdes 1864 och är en av Sveriges viktigaste järnvägsknutar. Den har anslutande spår från sex olika håll, vilket gör den unik i Sveriges järnvägsnät.

## Funktion
Fjärrtåg, regionaltåg och godståg trafikerar Nässjö. SJ:s snabbtåg på Södra stambanan mellan Malmö och Stockholm stannar vid stationen, såväl som regionala tåg som Krösatåg och Västtåg från bland annat Göteborg, Falköping och Jönköping.
Nässjö C vann en kundundersökning Jernhusen genomförde 2019 där man undersökte hur resenärer upplevde "miljön, tryggheten och servicen på landets största järnvägsstationer".

## Byggnader

### Stationsbyggnaden
Stationsbyggnaden ligger öster om järnvägsspåren, i anslutning till stadens centrum. Byggnaden ägs och förvaltas av Jernhusen. Det finns kafé, restaurang och en pressbyrå.
Stationen ritades av Statens Järnvägars arkitektkontors dåvarande chefsarkitekt Adolf Wilhelm Edelsvärd som också var delaktig i stadsplaneringen av stationens omgivande miljö. Eftersom Nässjö då bestod av mindre gårdar byggdes stationen på oexploaterad mark vilket gav förutsättningar för planering av en hel kommande stad i anslutning till järnvägsstationen.

### Lokstall
Lokstallet har 15 platser. Det byggdes 1922 och är ett byggnadsminne.

### Museum
På bangården finns Nässjö järnvägsmuseum.